# Phyllanthus armstrongii
Phyllanthus armstrongii är en emblikaväxtart som beskrevs av George Bentham. Phyllanthus armstrongii ingår i släktet Phyllanthus och familjen emblikaväxter.
Artens utbredningsområde är Northern Territory, Australien. Inga underarter finns listade i Catalogue of Life.